# Премия Сельмы Лагерлёф
Премия Сельмы Лагерлёф (швед. Selma Lagerlöfs Litteraturpris) — литературная премия Швеции, присуждаемая ежегодно в городе Сунне (провинция Вермланд) «фондом премии Сельмы Лагерлёф». Победитель конкурса дотируется суммой в 100 тысяч шведских крон.

## Общие сведения
Литературная премия Сельмы Лагерлёф была учреждена в 1983 году, впервые награждение проводилось в 1984 году. Проведение конкурса и награждение приурочено к происходящей ежегодно в Сунне 13 августа «Неделе культуры». Жюри, избирающее победителя из представленных кандидатов, состоит из писателей, литературных критиков, а также журналистов, освещающих события в области культуры. Предпочтение отдаётся авторам, поддерживающим в своих произведениях традиции и приоритеты, которым следовала в своих произведениях Сельма Лагерлёф.

## Лауреаты премии
- 1984: Бригитта Тротциг
- 1985: Сара Лидман
- 1986: Астрид Линдгрен
- 1987: Ёран Тундстрём
- 1988: Ларс Алин
- 1989: Черстин Экман
- 1990: Ларс Андерсон
- 1991: Ларс Юлленстен
- 1992: Туве Янссон
- 1993: Георг Хенрик фон Вригт
- 1994: Стиг Клаассон
- 1995: Улла Исакссон
- 1996: Рольф Эдберг
- 1997: Пер Энквист
- 1998: Гёран Пальм
- 1999: Кристина Лугн
- 2000: Торгни Линдгрен
- 2001: Агнета Плейель
- 2002: Петер Энглунд
- 2003: Пер Кристиан Ерсильд
- 2004: Сигрид Комбюхен
- 2005: Бригитта Стенберг
- 2006: Ларс Якобсон
- 2007: Барбру Линдгрен
- 2008: Юн Айвиде Линдквист
- 2009: Ларс Густавссон
- 2010: Ян Лёоф
- 2011: Эллен Маттсон
- 2012: Клас Остергрен
- 2013: Кьель Иохансон
- 2014: Лотта Лутасс
- 2015: Стев Клаасон
- 2016: Сара Стридсберг
- 2017: Ларс Нурен
- 2018: Карола Хансон
- 2019: Кристина Сандберг
- 2020: Моника Фагерхольм
- 2021: Никлас Радстрём
- 2022: Ингер Эдельфельдт
- 2023:Бенгт Берг